# 바이엔슈테판

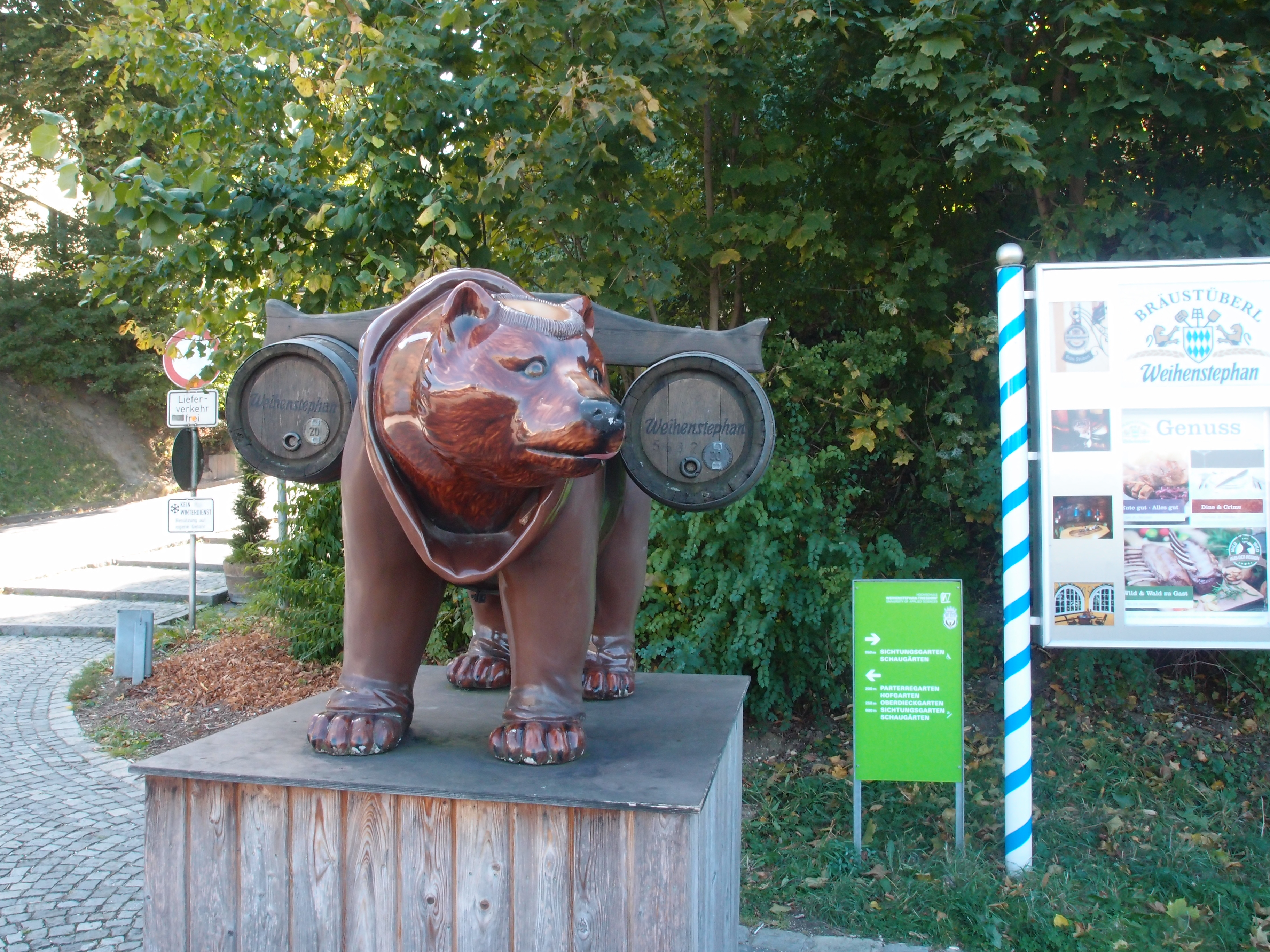
바이엔슈테판 양조장 입구

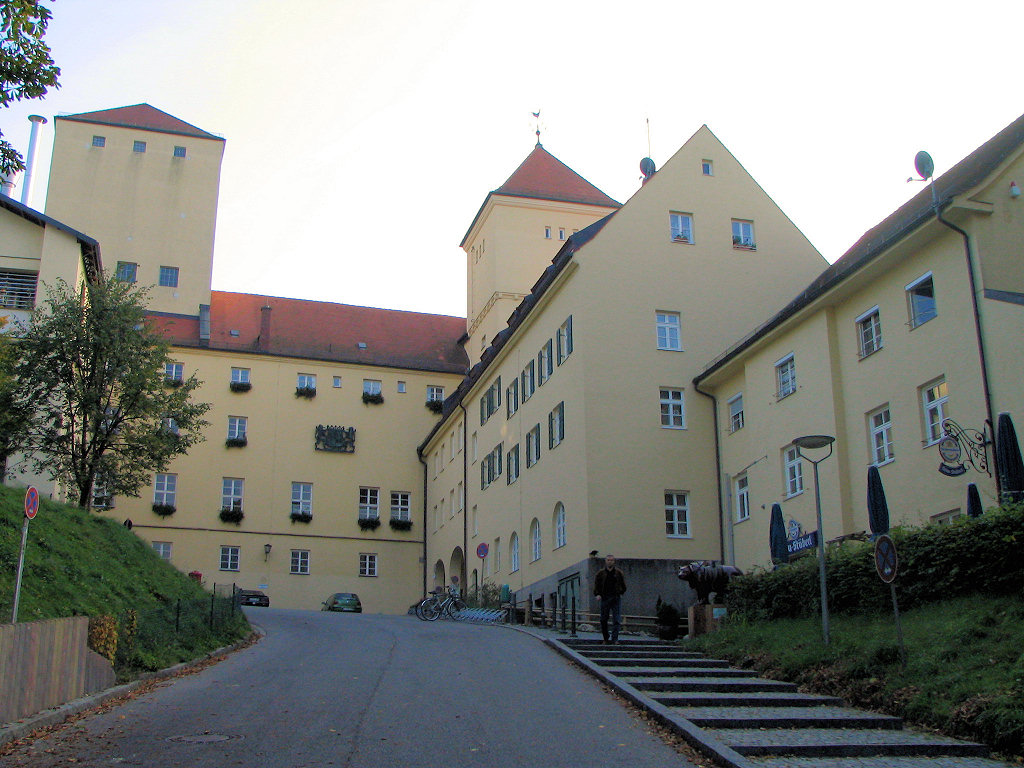
양조장 건물

바이에른 주립 양조장 바이엔슈테판(독일어: Bayerische Staatsbrauerei Weihenstephan)은 독일 바이에른주 프라이징 바이엔슈테판에 위치한 양조장이다.
서기 725년 성 코르비니안(Korbinian)과 12인의 수도사가 설립한 베네딕트 수도원 양조장에서 맥주 양조를 시작했다. 그 후 1040년 바이엔슈테판 수도사들에 의해 공식적인 수도원 양조장으로 설립되었었다. 이는 현존하는 가장 오래된 양조장으로 기네스북에 등재되어있다.
현재 바이엔슈테판에서 생산되어 대한민국에 유통중인 맥주는 헤페바이스, 크리스탈바이스, 헤페바이스 둔켈, 비투스, 오리지날 라거, 필스너, 코르비니안이 있다. 헤페바이스와 크리스탈바이스, 헤페바이스 둔켈은 맥주전문평가사이트인 Beer Advocate의 헤페바이젠, 크리스탈바이젠, 둔켈바이젠 부문에서 각각 최고 평점을 획득하였다.